# Heiligenkirchen
Heiligenkirchen (română Bisericile Sfinte), este o localitate care se află la 3 km și aparține de orașul Detmold. Localitățile respectiv sectoarele vecine sunt Hiddesen, Detmold-Süd, Hornoldendorf și Berlebeck. In evul mediu, localitatea a purtat denumirile de Halogogircan și  Hilgenkerken. Localitatea este amintită pentru prima oară în anul 1015 de episcopatul Meinwerk din Paderborn când Carol cel Mare a lăsat să fie clădită aici o capelă, în urma victoriei unei bătălii din anul 783. Biserica reformată care există în prezent în localitate a fost clădită în stil romanic prin secolul XI, fiind distrusă în războiul dintre anii  1404–1407. Ea va fi reclădită în stil gotic fără să piardă caraterul arhitectonic original. In urma lucrărilor de renovare a interiorului bisericii din anul 1960, s-au descoperit unele dovezi care întregesc istoria bisericii.